# Wilhelm von Ecublens
Wilhelm von Ecublens  (* im 12. Jahrhundert; † 23. März 1229) war von 1221 bis 1229 Bischof von Lausanne.

## Leben und Wirken
Wilhelm, Sohn des Pierre d’Ecublens und Neffe von Nantelmus  d’Ecublens, Bischof von Sitten, wurde 1200 erstmals erwähnt. Er war 1213 Domthesaurar von Lausanne und für die Bauarbeiten an der Kathedrale verantwortlich, 1215 Dekan von Vevey. Wilhelm wurde am 16. April 1221 zum Bischof von Lausanne gewählt. Er kaufte 1224 von Aymon II. de Faucigny das Vogteirecht über das Bistum und 1226 von Berthold von Neuenburg das Münzrecht, welches Roger de Vico Pisano verkauft hatte, zurück. 1224 weilte er an der Seite Heinrichs VII. in Bern. In Lutry ließ er einen Turm errichten. Gegen die Bürger von Lausanne, die gegen seinen Willen Stadtbefestigungen errichtet hatten, führte er einen Prozess.